# Európai Progresszív Demokraták
Az Európai Progresszív Demokraták (angolul: European Progressive Democrats, franciául: Groupe des démocrates européens de progrès) egy heterogén politikai csoport volt az Európai Parlamentben 1973 és 1984 között.

## Története
A Liberális Csoportból 1965. január 21-én kivált gaullisták létrehozták az Európai Demokratikus Uniót. A képviselőcsoport nevét 1973. január 16-án Európai Progresszív Demokratákra módosították. Az 1979-es európai parlamenti választáson 22 helyet szereztek. 1984. július 24-én Európai Demokrata Szövetség lett a frakció új neve. 
A csoport soha nem volt szoros szövetség. 1973-ban az egyetlen közös platform a regionalizmus, a szociálpolitika és a közös agrárpolitika kérdéseivel foglalkozott. Az ír nacionalista Fianna Fáil vonakodott túl szorosan azonosulni a gaullistákkal, akik akkoriban az Egyesült Királyság Konzervatív Pártjával is szövetséget kötöttek.

## Tagok

### 1. Európai Parlament (1979–1984)
| Ország                     | Párt                       | Képviselők száma |
| -------------------------- | -------------------------- | ---------------- |
| Franciaország              | Tömörülés a Köztársaságért | 15 / 81          |
| Írország                   | Fianna Fáil                | 5 / 15           |
| Dánia                      | Progresszív Párt           | 1 / 16           |
| Egyesült Királyság         | Skót Nemzeti Párt          | 1 / 81           |
| Európai Gazdasági Közösség | Összesen                   | 22 / 410         |